# Reino Häyhänen
Reino Häyhänen (Pietrogrado, 14 maggio 1920 – Pennsylvania, 16 febbraio 1961) è stato un militare e agente segreto sovietico.
Nato in un paesino finlandese nei pressi di Pietrogrado (oggi San Pietroburgo) e tenente colonnello dell'ex-Unione Sovietica, ha svolto attività di spionaggio negli Stati Uniti d'America durante il periodo della Guerra fredda con il nome in codice di Victor. È noto soprattutto per il cifrario VIC che da lui prende il nome, un complicatissimo cifrario carta e penna che tenne in scacco gli specialisti dell'NSA dal 1953, anno della sua scoperta, fino al 1957, anno in cui Häyhänen tradì il suo Paese chiedendo asilo politico agli Stati Uniti e rivelando poi il sistema per decifrarlo.

## Biografia
Di umili origini (i suoi genitori erano contadini), Häyhänen studiò però con profitto e, nel 1939, conseguì un titolo di studio equivalente al diploma di insegnamento per la scuola superiore; in quello stesso anno gli fu assegnata una cattedra presso un istituto scolastico nel villaggio di Lipitzi.

### Attività come membro della struttura militare sovietica
Dopo alcuni mesi di insegnamento, Häyhänen fu avvicinato da agenti dell'NKVD, la polizia segreta comunista: dato che aveva studiato il finlandese e lo sapeva parlare molto bene, Häyhänen fu assegnato come interprete ad un gruppo dell'NKVD ed inviato in una zona di combattimento sul fronte della guerra russo-finnica per tradurre i documenti recuperati al nemico ed interrogare i prigionieri finlandesi. Con la fine del conflitto, nella primavera del 1940, a Häyhänen fu assegnato il compito di controllare la lealtà dei lavoratori sovietici presenti in Finlandia ed a formare informatori in mezzo a loro. Il suo primo obiettivo era quello di identificare elementi anti-sovietici tra i membri dei servizi segreti.
Nel 1943, grazie al suo ottimo lavoro, fu accettato come membro del Partito Comunista Sovietico. Prima della Seconda guerra mondiale divenne uno dei dirigenti della sezione distrettuale di Segozerski dell'NKGB, i cui quartieri generali erano nel villaggio di Padani, assegnato all'identificazione degli elementi dissidenti della locale popolazione.
Nell'estate del 1948 fu chiamato a Mosca dal KGB. L'agenzia di intelligence sovietica aveva un nuovo compito per Häyhänen, un compito che richiedeva il taglio delle relazioni con la sua famiglia, lo studio della lingua inglese, e l'apprendimento delle tecniche per fotografare documenti e codificare e decodificare i messaggi. Il compito offerto era quello di trasferirsi negli Stati Uniti d'America sotto mentite spoglie e di effettuare attività di spionaggio. L'opportunità era data dal ritorno in Estonia, alcuni anni prima, di un finlandese che si era trasferito negli USA e che pensava, con l'instaurazione del regime comunista, di trovare una patria diversa. Ma le aspettative erano state presto disilluse e più volte aveva scritto ai suoi ex-amici in America del suo malcontento e del desiderio di tornare, con moglie e figlio, tra di loro. Il figlio si chiamava Eugene Nicolai Maki e questa sarebbe stata la copertura di Häyhänen per entrare negli Stati Uniti d'America.
Häyhänen iniziò, quindi, l'addestramento, conducendo però una normale vita da operaio meccanico nella città estone di Valga fino al 1949, quando Häyhänen entrò in Finlandia e vi si stabilì come Eugene Nicolai Maki, un manovale di origini americane. Lì continuò la sua vita in incognito fino al 1952, creandosi anche una famiglia e sposandosi con Hanna Kurikka. Nel 1951 visitò ad Helsinki la legazione degli Stati Uniti, dichiarando che egli era Eugene Nicolai Maki, nato nell'Idaho nel 1919 e trasferitosi in Estonia al seguito di sua madre che aveva deciso di tornare nel suo Paese, con cui era rimasto fino alla sua morte, dopo la quale aveva deciso di andare a vivere in Finlandia. Adesso voleva tornare in America, ma non aveva né soldi né documenti per farlo.
Nel 1952 fu recapitato ad Häyhänen un passaporto per l'America. Prima di partire, tornò a Mosca a ricevere gli ultimi ordini da suoi superiori: sbarcato a New York si sarebbe dovuto recare ad un locale chiamato Tavern of the Green a Central Park; accanto a quel locale c'era un cartello indicatore con la scritta Carrelli per cavalli. Sul cartello avrebbe dovuto lasciare l'impronta del pollice: rossa, per un arrivo regolare sul suolo americano, bianca se pensava di essere pedinato. Quello sarebbe stato il segnale per incontrare in seguito il suo diretto superiore, Mikhail.
Il 16 ottobre del 1952 l'agente Victor partì da un porto inglese verso gli Stati Uniti per svolgervi la sua azione di spionaggio.

### La diserzione ed il ritorno negli USA
Nel maggio del 1957 Häyhänen chiamò l'ambasciata statunitense a Parigi e fissò un incontro. Appena entrato in ambasciata dichiarò: "Sono un ufficiale dei servizi segreti sovietici. Negli ultimi 5 anni ho operato negli Stati Uniti. Adesso mi serve il vostro aiuto.". A Häyhänen era stato ordinato di rientrare a Mosca, ma egli non voleva obbedire e decise di disertare. Häyhänen fu riportato negli Stati Uniti e fu fatto incontrare con agenti dell'FBI, a cui spiegò che nei 5 anni precedenti, durante i quali aveva svolto la sua attività di agente segreto, si era incontrato con il suo superiore, l'agente Mikhail, solo poche volte e lo stretto indispensabile, in genere nella stazione della metropolitana di Prospect Park. Per scambiarsi i messaggi utilizzavano dei nascondigli apparentemente impensabili, come piccoli fori nella copertura di cemento della pavimentazione o simili, in cui infilavano oggetti cavi con al loro interno i messaggi scritti in un cifrario incomprensibile.

### Il cifrario VIC
Nel 1953 l'FBI era entrata in possesso di una moneta cava da 5 centesimi (nichelino, dal nome del metallo, il nickel, con cui è fatta): al suo interno era nascosta una piccolissima fotografia di un documento contenente colonne ordinate di gruppi di numeri. Il fatto, noto come il caso del nichelino cavo, rappresentava un mistero: si trattava senz'altro di una forma di cifrario segreto e per questo l'FBI aveva passato il materiale all'NSA che, però, non era riuscita a decifrarlo. All'epoca della diserzione di Häyhänen tale messaggio era ancora un mistero: Häyhänen, svelando il codice utilizzato per comunicare con l'agente Mikhail, aiutò anche a decifrare quel messaggio, che da lui prese il nome di cifrario VIC.

### Spie sovietiche scoperte con l'aiuto di Häyhänen
Grazie al suo aiuto ed alle informazioni recuperate decifrando i messaggi intercettati scritti con il cifrario VIC, l'FBI fu in grado di risalire a numerose spie sovietiche che operavano sul suolo statunitense, tra cui il contatto di Häyhänen, l'agente Mikhail, identificato nel primo segretario della delegazione sovietica a New York Mikhail Nikolaevich Svirin, e Vilyam Genrikhovich Fisher, falso nome di Rudol'f Abel', alias agente Mark, che aveva sostituito l'agente Mikhail come superiore di Häyhänen; Vitali G. Pavlov, ufficiale dell'ambasciata sovietica ad Ottawa; Aleksandr Mikhailovich Korotkov; il sergente dell'esercito statunitense Roy Rhodes (nome in codice "Quebec")
Häyhänen e Fisher erano negli Stati Uniti principalmente per recuperare informazioni sul programma atomico e sui sottomarini della marina statunitense

### Morte
Secondo quanto riportato da Phillipp J. Bigger nel suo libro Negotiator: The Life And Career of James B. Donovan, Häyhänen morì in circostanze mai del tutto chiarite in un incidente d'auto sull'autostrada Pennsylvania Turnpike nel 1961.